# ۱۲۷۹ (قمری)
۱۲۷۹ (قمری)، هزار و دویست و هفتاد و نهمین سال در گاهشماری هجری قمری است. اول محرم این سال برابر با بیست و نهم ژوئن سال ۱۸۶۲ میلادی است.

## وابسته
- مرتضی انصاری
- سید جمال‌الدین واعظ
- یحیی دولت‌آبادی